# Eloy José Ranzi
Eloy José Ranzi (Sarandi, 15 de junho de 1941 – Florianópolis, 23 de janeiro de 2021) foi um político brasileiro.

## Vida
Filho de Orestes Ranzi e de Ana Teresa Carbonari Ranzi. Casado com Jussara das Graças Bandeira de Mello Ranzi, era pai de Eliandra Ranzi Weber, Luciana Ranzi Biazussi e Andréia Ranzi de Camargo.

## Carreira
Foi prefeito do município de Maravilha, Santa Catarina, Brasil, de 1 de fevereiro de 1977 a 31 de janeiro de 1983 pela Aliança Renovadora Nacional (ARENA). Foi deputado à Assembleia Legislativa de Santa Catarina na 10ª legislatura (1983 — 1987), eleito pelo Partido Democrático Social (PDS). De 1989 a 1992, foi vice-prefeito de Maravilha,  na chapa encabeçada por Miguel Nemirsk.

## Morte
Morreu em Florianópolis em 25 de janeiro de 2021, aos 79 anos vítima da COVID-19.